# Gorczenica
Gorczenica – wieś w Polsce położona w województwie kujawsko-pomorskim, w powiecie brodnickim, w gminie Brodnica.

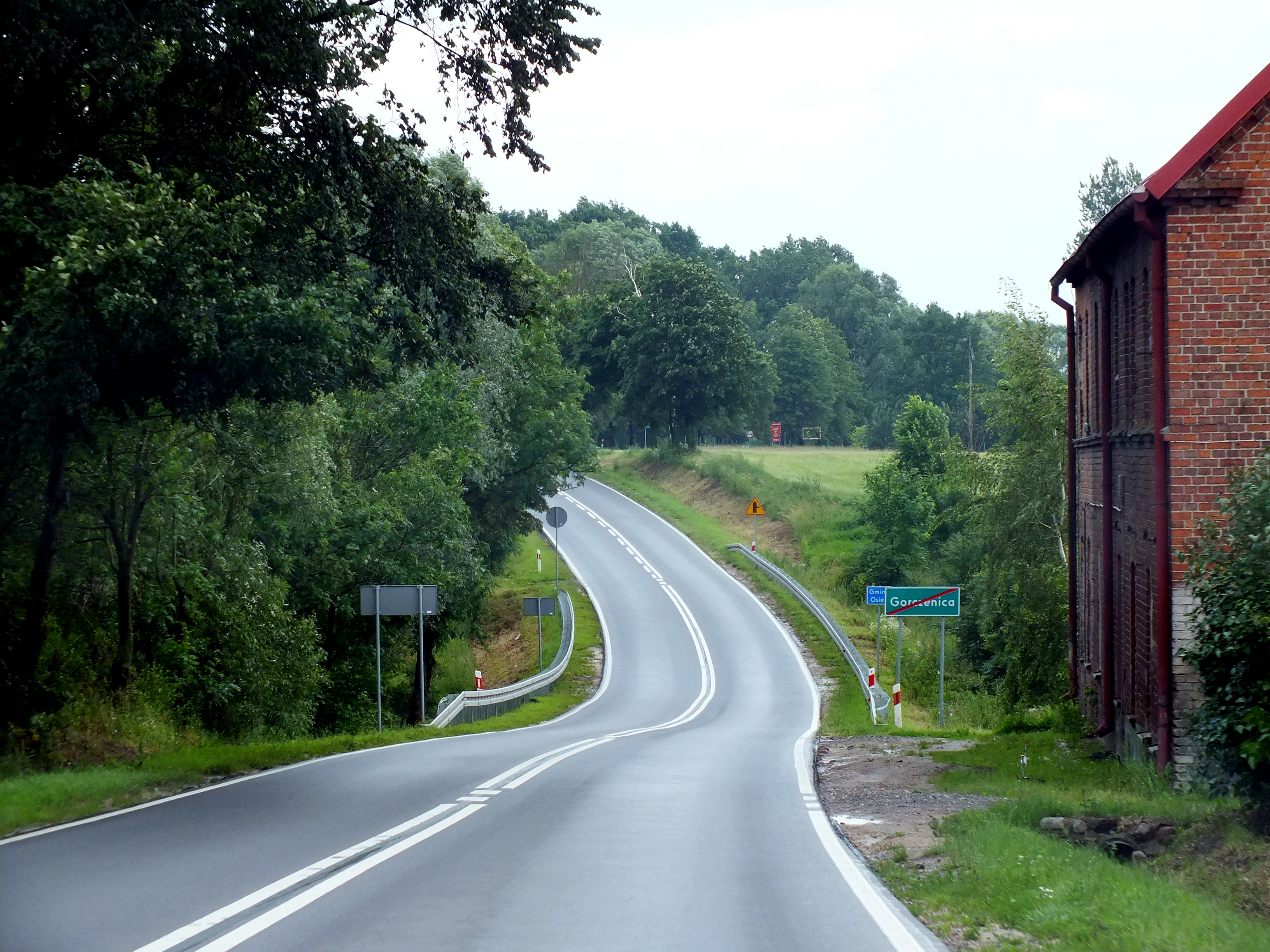
Droga wojewódzka nr 560 w Gorczenicy, widoczny fragment budynku po prawej stronie to były pruski posterunek graniczny na dawnej granicy z zaborem rosyjskim.

## Podział administracyjny
W latach 1954–1969 wieś należała i była siedzibą władz gromady Gorczenica, po jej zniesieniu w gromadzie Brodnica-Południe. W latach 1975–1998 miejscowość administracyjnie należała do województwa toruńskiego.

## Demografia
Według Narodowego Spisu Powszechnego (III 2011 r.) liczyła 572 mieszkańców. Jest czwartą co do wielkości miejscowością gminy Brodnica.

## Wspólnoty wyznaniowe
We wsi znajduje się parafia pod wezwaniem Podwyższenia Krzyża Świętego.

## Zabytki
Według rejestru zabytków NID na listę zabytków wpisany jest kościół parafialny pw. Podwyższenia Krzyża Świętego, pocz. XIV w., XIX w., 1921, nr rej.: A/368 z 13.07.1936.